# Rumenačka (Novi Sad)
Rumenačka (srbsky Руменачка) je ulice v hlavním městě srbské autonomní oblasti Vojvodina, Novi Sad. Nachází se v severozápadní části města v místní části Detelinara. Je dlouhá cca 1 km. Spojuje Novosadské výstaviště s křižovatkou s místní části Avijatičarsko naselje.

## Název
Ulice je pojmenována podle obce Rumenka, kam směřovala původní silnice v tomto místě, spojující Novi Sad a uvedenou obec.

## Historie
Původní cesta mezi oběma obcemi byla zaznamenána již na historických mapováních (např. třetí vojenské mapování), které byly uskutečněny za Rakousko-Uherska. Moderní ulice zde vznikla v první polovině 20. století. I během maďarské okupace za druhá světová válka se ulice jmenovala podle obce Rumenka (maďarsky Pirosi utca). Po nějakou dobu se jmenovala také Braće Jovandić podle pětice dětí, které byly zabity za druhé světové války.

Zástavba podél ulice vznikla na konci 20. století, nejprve v podobě panelových bloků a později i klasicky budovaných bytových bloků.

## Doprava
Jedná se o rušnou třídu, která slouží především jako významná novosadská radiála. Má dva (v centrální části tři) jízdní pruhy oddělené středovým pásem. Křížení této ulice s ostatními jsou úrovňová. 

## Významné objekty
- hřiště FK Novi Sad